# Lord-lieutenant de Cornouailles
Ceci est une liste de personnes qui ont servi comme lord-lieutenant de Cornouailles. Depuis 1742, tous les Lords Lieutenant ont également été Custos Rotulorum of Cornwall.
- John Russell (1er comte de Bedford) 1552–1554
- John Bourchier (2e comte de Bath) 1556–?
- Francis Russell (2e comte de Bedford) 1584 – 28 juillet 1585
- Tenu conjointement: 8 août 1586 – 7 décembre 1587
  - Sir Francis Godolphin
  - Sir William Mohun
  - Peter Edgcumbe
  - Richard Carew
- Sir Walter Raleigh 7 décembre 1587 – 24 mars 1603
- William Herbert (3e comte de Pembroke) 21 mai 1604 – 10 avril 1630
- Philip Herbert (4e comte de Pembroke) 17 août 1630 – 1642
- John Robartes (1er comte de Radnor) 1642 (Parlementaire)
- Interregnum
- John Granville (1er comte de Bath) 1er octobre 1660 – avril 1696 Conjointement avec
  - Charles Granville (2e baron Granville) 6 mai 1691 – mars 1693
- Charles Robartes (2e comte de Radnor) 24 avril 1696 – 1702
- John Granville (1er baron Granville) 18 juin 1702 – 1705
- Sidney Godolphin (1er comte de Godolphin) 16 avril 1705 – 1710
- Laurence Hyde (1er comte de Rochester) 15 avril 1710 – 2 mai 1711
- Henry Hyde (4e comte de Clarendon) 25 octobre 1711 – septembre 1714
- Charles Robartes (2e comte de Radnor) 13 novembre 1714 – 3 août 1723
- vacant
- Richard Edgcumbe (1er baron Edgcumbe) 29 juillet 1742 – 22 novembre 1758
- Richard Edgcumbe (2e baron Edgcumbe) 5 mars 1759 – 10 mai 1761
- George Edgcumbe, 1er comte de Mount Edgcumbe 22 juin 1761 – 4 février 1795
- Richard Edgcumbe, 2e comte de Mount Edgcumbe 17 avril 1795 – 26 septembre 1839
- Sir William Salusbury-Trelawny, 8e baronnet 30 décembre 1839 – 15 novembre 1856
- Charles Vivian, 2e baron Vivian 17 décembre 1856 – 1877
- William Edgcumbe, 4e comte de Mount Edgcumbe 6 novembre 1877 – 25 septembre 1917
- John Charles Williams 24 janvier 1918 – 1936
- Sir Edward Hoblyn Warren Bolitho 17 février 1936 – 1962
- Sir John Gawen Carew Pole, 12e baronnet 29 août 1962 – 1977
- George Boscawen (9e vicomte Falmouth) 1977–1994
- Lady Mary Holborow 10 novembre 1994 – 19 septembre 2011 [1]
- Colonel Edward Bolitho 19 septembre 2011 – présent [2]